# Monanthocitrus cornuta
Monanthocitrus cornuta (Lauterb.) Tanaka è una pianta della famiglia delle Rutacee, endemica della Nuova Guinea.